# نهائي كأس رابطة الأندية الإنجليزية المحترفة 1986
نهائي كأس رابطة الأندية الإنجليزية المحترفة 1986 هي المباراة النهائية من منافسة كأس رابطة الأندية الإنجليزية المحترفة 1985–86، أقيمت المباراة في 20 أبريل 1986، في ملعب ويمبلي، بين فريقي أكسفورد يونايتد، وكوينز بارك رينجرز، وفاز فيها أكسفورد يونايتد، بعد أن هزم كوينز بارك رينجرز، بنتيجة 3 - 0، وكان حكم المباراة كيث هاكيت.

## تفاصيل المباراة
لعبت المباراة النهائية في 20 أبريل 1986.
| أكسفورد يونايتد | 3 -0 | كوينز بارك رينجرز |
| --------------- | ---- | ----------------- |
|                 |      |                   |